# ديف ريتشاردسون (لاعب كرة قدم)
ديف ريتشاردسون (بالإنجليزية: Dave Richardson)‏ هو لاعب كرة قدم بريطاني في مركز ظهير ‏، ولد في 11 مارس 1932 في Billingham ‏ في المملكة المتحدة. لعب مع ليستر سيتي ونادي بارو.